# Golica (gmina Železniki)
Golica – wieś w Słowenii, w gminie Železniki. W 2018 roku liczyła 46 mieszkańców.